# Shine On
Shine On – specjalne wydanie zawierające osiem klasycznych albumów Pink Floyd oraz dodatkową, niedostępną poza Shine On płytę – The Early Singles, na której znajduje się dziesięć pierwszych singli zespołu. 
W całym wydaniu Shine On tylko jeden utwór, Scarecrow, pochodzi z regularnego albumu (The Piper at the Gates of Dawn). Oprócz płyt w albumie znajdują się również pocztówki przedstawiające okładki poszczególnych albumów oraz 112-stronnicowa książeczka zawierająca niepublikowane zdjęcia zespołu, streszczoną historię zespołu, wywiady z muzykami, opinie oraz szczegółowe informacje o zawartych w zestawie płytach oraz teksty wszystkich utworów.
Albumy zawarte na „Shine On”:
- The Piper at the Gates of Dawn
- A Saucerful of Secrets
- Meddle
- The Dark Side of the Moon
- Wish You Were Here
- Animals
- The Wall (podwójny album)
- A Momentary Lapse of Reason
- The Early Singles